# 후지사와 리나
후지사와 리나(일본어: 藤沢 里菜, 1998년 9월 18일 ~ )는 일본기원 도쿄본원 소속의 여류 바둑기사이다. 할아버지는 일본의 유명 바둑기사인 故 후지사와 히데유키(藤沢 秀行) 9단이며 아버지도 바둑기사인 후지사와 카즈나리(藤澤 一就) 8단이다.

## 생애 및 바둑 입문
후지사와 리나는 1998년 9월 18일 일본 사이타마에서 태어나 2010년에 할아버지인 후지시와 히데유키 9단의 문하생으로 입문했다. 11세 6개월이 되던 때 프로에 입단해 일본기원 최연소 입단 기록을 경신했다.

## 수상 경력
- 2014년 제1기 아이즈중앙병원배 여류바둑토너먼트 우승,☆15세 9개월 여류기사 사상 최연소 타이틀 획득, 제33회 여류본인방전 우승(상대 무카이 치야키 5단, 3-0), 3단 승단
- 2016년 제35기 여류본인방전 우승(상대 셰이민 6단, 3-1)
- 2017년 제29기 여류명인전 우승(상대 셰이민 6단, 3-1), 제4기 아이즈중앙병원배 여류바둑토너먼트 우승, 제2회 선흥배 여류최강전 우승, 제36기 여류본인방전 준우승(상대 셰이민 6단 2-3)
- 2018년 제30기 여류명인전 우승(상대 야시로 쿠미코 6단 ,2-0),2연패 달성, 4단 승단, 제5기 아이즈중앙병원배 여류바둑토너먼트 우승,2연패(상대 셰이민 6단 2-1), 제37기 여류본인방전 우승(상대 셰이민 6단 3-1)
- 2019년 제21기 여류기성전(女流棋聖戦) 준우승(0-2, 상대 우에노 아사미 2단), 제31기 여류명인전우승 (2-1, 상대 셰이민 6단),3연패 달성,제4회 선흥배 여류최강전 우승,제38기 여류본인방전 준우승(상대 우에노 아사미, 1-3),제6회 아이즈중앙병원배 여류바둑토너먼트 우승,3연패(상대 우에노 아사미 3단)
- 2020년 제7회 아이즈중앙병원배 여류바둑토너먼트 우승,4연패(상대 스즈키 아유미 7단), 제1회 하카타·카마치배(博多・カマチ杯) 우승(상대 우에노 아사미 3단), 제15회 약리전 우승(상대 쑨저 7단) ☆남녀 혼합 바둑 공식전에서 여류기사로는 사상 최초 우승, 제39기 여류본인방전 우승(상대 우에노 아사미 3단, 3-2)
- 2021년 5단 승단,제32기 여류명인전 우승(상대 우에노 아사미 2-0, 4연패), 제8기 아이즈중앙병원배 여류바둑토너먼트 우승(상대 우에노 아사미 2-0, 5연패) ♦ 5연패 자격으로 명예여류접시꽃배(名誉女流立葵杯) 칭호 획득, 제6회 선흥배 여류최강전 우승(상대 우에노 아사미), 제40기 여류본인방전 우승(상대 호시아이 시호 3단, 3-0)
- 2022년 제33기 여류명인전 우승(상대 나카무라 스미레 2단, 2-0 ♦ 여류명인전 5연패 달성하면서 2016년 셰이민 7단 이후 6년만에 명예여류명인(名誉女流名人) 칭호 획득), 2022년 센코컵 월드바둑여류최강전 3위, 제9기 아이즈중앙병원배 여류바둑토너먼트 준우승(상대 우에노 아사미 1-2), 제41기 여류본인방전 우승(상대 우에노 아사미 4단, 3-0)
- 2023년 상금 랭킹 승단에 의해 5단에서 6단으로 승단. 제34기 여류명인전 준우승(상대 우에노 아사미, 0-2)♦ 여류명인전 6연승 달성 실패, 제10기 아이즈중앙병원배 여류바둑토너먼트 준우승(상대 우에노 아사미 1-2),제42기 여류본인방전 우승(상대 우에노 리사 2단, 3-2) ♦통산 7번째 여류본인방 방어 획득 및 여류본인방전 4연패(2020 ~ 2023), 제6회 오청원배 세계여자바둑대회 준우승(0-2, 상대 최정 9단)
- 2024년 7단 승단(♦ 2023년 상금랭킹 6단 부분 1위), 제35기 여류명인전 우승(상대 우에노 아사미, 2-0), 제9회 선흥배 여류최강전 우승(상대 우에노 아사미), 제43기 여류본인방전 우승(상대 뉴 에이코 3-2, 5연패, 통산 8번째 여류본인방전 우승) ♦5연패 자격으로 명예여류본인방(名誉女流本因坊) 칭호 획득,
- 2025년 제36기 여류명인전 준우승(상대 우에노 아사미 6단, 0-2),제12기 아이즈중앙병원배 여류바둑토너먼트 준우승(상대 우에노 아사미, 1-2), 제10회 선흥배 여류최강전 준우승(상대 우에노 리사)

## 가족 관계
- 할아버지: 故 후지사와 히데유키 9단 ※당시 호칭은 명예기성(名誉棋聖)
- 아버지: 후지사와 카즈나리 8단
- 남편: 요코쓰카 리키 7단